# Communauté rurale de Mboula
Pour les articles homonymes, voir Mboula.
La communauté rurale de Mboula est une communauté rurale du Sénégal située au nord-ouest du pays. 
Elle fait partie de l'arrondissement de Yang Yang, du département de Linguère et de la région de Louga.